# Станиславское
Станисла́вское (Станиславске; бел. Станісла́ўскае) — озеро в Докшицком районе Витебской области Белоруссии. Относится к бассейну реки Поточанка.

## Описание
Озеро Станиславское расположено в 23 км к западу от города Докшицы. Рядом находятся деревни Матюшонки и Станиславцы. Высота водного зеркала над уровнем моря составляет 175,5 м.
Площадь поверхности озера составляет 0,46 км², длина — 0,93 км, наибольшая ширина — 0,65 км. Длина береговой линии — 2,61 км. Наибольшая глубина — 2 м, средняя — 1,9 м. Объём воды в озере — 0,88 млн м³. Площадь водосбора — 42,2 км².
Котловина остаточного типа, округлой формы, слегка вытянутая с северо-запада на юго-восток. Склоны пологие, суглинистые, частично распаханные. Высота склонов составляет около 2 м, на северо-востоке и востоке повышаясь до 10 м. Береговая линия слабоизвилистая. Берега сплавинные. Северо-восточный и восточный берега заболоченные, однако достигают 0,2 м в высоту и зарастают кустарником. Пойма торфянистая, шириной 75—100 м. Дно плоское, выстеленное тонкодетритовым карбонатным сапропелем. Участок дна вдоль северо-восточного берега покрыт опесчаненным илом.
Минерализация воды достигает 170 мг/л, прозрачность — до дна, цветность — 75°. Водоём дистрофирует. Вытекает ручей, впадающий в реку Поточанка.
Озеро полностью зарастает подводной растительностью. Вокруг произрастают аир, тростник, камыш, формирующие полосу шириной 35—55 м.
В озере Станиславское обитают карась, линь, щука, окунь, плотва, краснопёрка.